# Ethiopian Insurance FC
Der Ethiopian Insurance Football Club, auch bekannt unter Ethiopian Medhin (amharisch ኢትዮጵያ መድን እግር ኳስ ክለብ), ist ein Fußballverein aus Addis Abeba in Äthiopien. Der Verein spielt in der höchsten nationalen Liga, der äthiopischen Premier League.

## Geschichte
Der Verein wurde unter dem Namen Ethiopian Medhin gegründet, über das Gründungsjahr ist leider nichts bekannt. Die erste nachweisbare Teilnahme an der nationalen Meisterschaft gab es im Jahr 1984. Damals wurde man Vize-Meister hinter Mechal SC. 1993 nahm der Klub erstmals am kontinentalen CAF Cup teil und schaffte es dort bis ins Halbfinale. Nachdem die Mannschaften Rayon Sports, al-Merreikh Omdurman, Young Ones FC und Zumunta AC besiegt wurden, scheiterte man nach Hin- und Rückspiel mit 1:3 am späteren Sieger Stella Club d’Adjamé von der Elfenbeinküste. 1995 wurde Ethiopian Insurance erstmals äthiopischer Pokalsieger.
Mit der Ligareform und der Gründung der äthiopischen Premier League für die Saison 1997/98 trat der Verein regelmäßig in Erscheinung. In der Debütsaison verpasste Ethiopian Insurance nur aufgrund drei Toren seine erste Meisterschaft und wurde hinter EEPCO letztendlich Vize-Meister. Durch diese Leistung durfte der Verein ein Jahr später am CAF Cup 1999 teilnehmen, jedoch schied man in der ersten Runde gegen al-Ahli Khartum aus. 2002 gewann der Verein zum zweiten Mal den äthiopischen Pokal, im Finale schlug man Mebrat Hail im Elfmeterschießen. Die Qualifikation für den African Cup Winners’ Cup 2003 resultierte aus dem Pokalsieg, doch auch dort verlor man wieder in der ersten Runde gegen einen sudanesischen Verein, dieses Mal an al-Hilal Khartum (0:4).
In der Saison 2013/14 stieg Ethiopian Insurance als Tabellenletzter ab und brauchte bis zur Saison 2022/23, um wieder das Oberhaus des äthiopischen Fußballs zu erreichen. Zwischenzeitlich hatte der Verein schwere finanzielle Probleme und konnte teilweise die Gehälter der Spieler nicht mehr bezahlen. In dieser Spielzeit belegten sie als Aufsteiger einen starken dritten Platz und konnten sich seitdem wieder fest in der Premier League etablieren.

## Stadion
Seine Heimspiele trägt der Klub, wie viele andere Vereine aus Addis Abeba, im Addis-Abeba-Stadion aus, welches eine Kapazität von bis zu 35.000 Plätzen hat.

## Weitere Abteilungen
Der Verein besitzt eine U17-Mannschaft, welche auch an lokalen und nationalen Wettbewerben teilnimmt.

## Titel und Erfolge
- Äthiopischer Meister (1×): 2025
- Äthiopischer Pokal (2×): 1995, 2002

## Abschneiden in CAF-Wettbewerben
- CAF Cup: 2 Teilnahmen

1993 – Halbfinale
1999 – Erste Runde
- African Cup Winners’ Cup: 1 Teilnahme

2003 – Erste Runde

## Bekannte Spieler
- Aseged Tesfaye  (1991–1996)